# 瓦力欧
瓦力欧（中国大陆旧译，香港旧译，台湾旧译）是任天堂公司創造的电子游戏虚擬角色，起初是以马力欧的對手出現，而後其自己成為遊戲的主角。他首次出現在1992年的Game Boy掌機平台遊戲《超級瑪利歐樂園2：六個金幣》中，扮演主要的壞人角色和最後的大魔王。“Wario”這個名字是马里奥（Mario）與日文形容词“悪い”（warui）所結合而成。“悪い”意指「坏的」，故“Wario”的意思是“壞马里奥”。
瓦里奥首任配音員是來自美國的查爾斯·馬爾蒂內，由1993年國際消費電子展開始，至2023年任天堂宣佈不再擔任角色配音工作為止。第二任瓦利歐的配音員是來自美國的凱文·阿富汗尼（日版瓦力欧制造系列除外）。

## 造型與形象

瓦利歐在《舞動瓦利歐制造》（瓦力欧制造系列）的人物造型

雖然瓦利歐會被認為是瑪利歐邪惡的兄弟，但是事實上他們之間並無血緣關係，可是為親戚的表兄弟關係。他的原始設計與瑪利歐相同，儘管他看起來邪惡多了。瓦利歐的角色造型是以諷刺漫畫手法描繪，一個過胖的意大利人，有著蒜頭鼻，尖尖的閃電鬍，以及明顯的手臂肌肉。他的造型特色便是頭戴著一頂上面有W字樣的黃色帽子，黃色汗衫上套著一件紫色吊帶褲，就如同將瑪利歐的造型重新上色成另一個版本。瓦利歐在風格上，與Snidely Whiplash那類的卡通壞蛋角色相當類似，而Snidely Whiplash是由默片電影中的壞人角色演變而來。例如，瓦利歐的特色便是有一對怒目尖耳，閃電鬍亦是壞蛋的象徵，他狂笑的樣子往往與壞蛋相同。
在《瓦利歐制造》系列遊戲中，他通常是一身摩托車騎士服裝扮，頭戴紅黃相間且有W紋飾的安全帽，帽上掛著飛行員護目鏡，黃色半指手套上也有W紋飾，深藍色汗衫上套著一件淺藍色背心，並且穿著一件粉紅色的褲子。這個造型設計是瓦利歐制造出品的遊戲所特有的。然而，在《瓦利歐制造》系列遊戲中他不會只以這個造型出現。在《瓦利歐制造》的其中一個瞬間小遊戲中，他扮演一個彈珠台的角色，從他的鼻子射出鼻涕彈珠，有些瞬間小遊戲將他描繪成線條造型，而有些讓他以條紋泳裝亮相。同樣地，他的標準裝扮也會出現在某些瞬間小遊戲中。在《舞動瓦利歐制造》與《觸控瓦利歐制造》系列遊戲中，他最後也曾變身為瓦利歐超人登場。此外，在DS的《怪盜瓦利歐七面人》遊戲及Wii U的《Game & Wario》遊戲也分別出現瓦利歐獨特的怪盜造型及海盜船長造型。
遊戲設計者時常諷刺瓦利歐制造，使其出現顯得可笑。在《超級瑪利歐64 DS》中，瓦利歐便時常被取笑；舉例來說，奇諾比奧用「令人討厭」來形容瓦利歐，但接著便改變他的措詞，稱他為「很健康卻令人討厭」。瓦利歐因為某種原因非常喜歡大蒜，很多遊戲便因為這樣，而描述他的口氣「奇臭無比」。如《瓦利歐制造》裡的孿生姊妹女忍者卡特與安娜評斷他是個「又臭又恐怖的人」。但是相對地，也有尊敬甚至喜歡瓦利歐的人。《瓦利歐制造》裡的莫娜把他作為仰慕的對象，也認為他「很酷」。而同樣在《瓦利歐制造》裡壞利歐的友人克萊格博士的孫女佩妮也時常以非常禮貌尊敬的口吻與瓦利歐對話。
瑪利歐以常見的V形手勢代表勝利，而瓦利歐雖有時也一樣會做V形手勢，然而他是以W作為其代表手勢。與瑪利歐職業為水管工的不同之處是，瓦利歐的職業是奪寶獵人，在瓦利歐制造系列遊戲則另外擁有瓦利歐遊戲公司社長的職位。其根據地是廚房之島，在瓦利歐制造系列遊戲則是鑽石城。瓦利歐的最大興趣及嗜好是狂奪財寶、大吃大喝以及健身，似乎錢財寶物與食物是他的兩大生活重心。

## 瓦利歐遊戲系列
- 瓦利歐樂園
- 瓦利歐制造